# Joe Tarto
Vincent Joseph Tortoriello dit Joe Tarto, né à Newark (New Jersey) le 22 février 1902 et mort le 24 août 1986 à Morristown (New Jersey), est un tubiste et bassiste de jazz américain.

## Biographie
Il apprend le trombone à 12 ans puis se spécialise sur le tuba dans son adolescence. Lors de la Première Guerre mondiale, il joue dans un band de l'United States Army mais, blessé et libéré de l'armée en 1919. Dans les années 1920, il travaille avec Cliff Edwards, Paul Specht, Sam Lanin (en) et Vincent Lopez et fait des arrangements pour Fletcher Henderson et Chick Webb tout en jouant dans des orchestres de fosse à Broadway. Il enregistre également tout au long des années 1920, accompagnant des musiciens comme Bing Crosby, Boswell Sisters, Ethel Waters, Eddie Lang, Eddie Miller (en), Joe Venuti, Miff Mole, Red Nichols, The Dorsey Brothers (en), Bix Beiderbecke ou encore Phil Napoleon.
Dans les années 1930, il accompagne pendant plusieurs années Roger Wolfe Kahn et exerce comme musicien de session à la fois au tuba et à la contrebasse. Il a également joué avec des ensembles de radio et dans des orchestres de théâtre et des orchestres symphoniques. Il est resté actif en tant qu'interprète jusque dans les années 1980, jouant dans des groupes de renaissance du jazz Dixieland au cours de ses dernières années.
Résidant à Boonton, il meurt le 24 août 1986 au Memorial Hospital de Morristown.